# Alessandro Valignano
Alessandro Valignano, včasih Valignani (kitajsko: 范禮安 Fàn Lǐ’ān) (* februar 1539; + 20. januar 1606) je bil italijanski jezuitski misijonar rojen v  Chietiu, Neapeljsko kraljestvo, ki je pomagal nadzorniku (=vizitatorju) uvajanje katolištva na Daljni vzhod, zlasti na Japonskem in Kitajskem. 

#### Valignanovoprilagajanje »Vzhodnjakom«
Prvi obiskovalec (vizitator oziroma nadzornik) jezuitov se je v primeru Japonske zavzel za prilagajanje krščanskih običajev azijski družbi s svojima Résolutions/Pravila in Cérémonial/Obrednik, ki pa ju je povzel po že obstoječih knjigah misijonarjev, ki so delovali v Vietnamu.
Leta 1579 je namreč prišel na Japonsko ta jezuitski obiskovalec (=vizitator) - podjetni in učeni Alessandro Valignano, ki je uspešno širil krščanstvo na Daljnem vzhodu, zlasti na Japonskem in Kitajskem. Jezuitski zgodovinar Campbell ga ima za "največjega jezuitskega misijonarja na Vzhodu po svetem Frančišku Ksaveriju."
Valignano je torej na Japonskem uredil jezuitsko misijonsko postajo ter odkril nepričakovano deželo s starodavno in prefinjeno urejeno omiko. S podporo japonskih plemičev je priredil potovanje po Evropi s štirimi mladimi japonskimi aristokrati; njihove zgodbe predstavljajo jedro dela -, ki je presenetljivo po svoji sodobnosti, namenjeni tkanju "kulture dialoga". Prav to spoznanje ga je navdihnilo, da je kot prvi udejanjil načelo prilagajanja (inkulturacije) za dosego spreobračanja Vzhodnjakov. Najprej ga je uporabil že v Indiji in na Japonskem, ter ga nato razširil med misijonarje v vzhodni Aziji s svojim "Priročnikom za misijonarje na Japonskem", ki je bil najprej napisan v španščini pod naslovom Advertimientos aserca de las costumbres de los Jappones o Cerimoniale. 
Šele v našem času je bilo to zanimivo in koristno delo prevedeno v italijanščino in angleščino, celo pri različnih založbah.
Kot se pogostoma dogaja s predhodniki, je zanimivo in poučno delo Advertimientos aserca de las costumbres de los Jappones o Cerimoniale – kmalu padlo v pozabo. Urediti je hotelo delovanje Družbe Jezusove na Japonskem vse do 1592, ko je Valignano vdrugič zapustil otočje. Malo pred tem ga je nadomestil z Libro delle Regole (Knjigo pravil), v kateri so našli mesto le nekateri deli iz Cerimoniala (Obrednika). V italijanščini so izšli ponovno šele 1946 v kritični izdaji, ki jo je pripravil Josef Franz Schütte.
Osnovno vprašanje je namreč bilo, kako prilagoditi krščanska načela starodavni omiki različnih daljnovzhodnih narodov. 
Podobno in sodobno vprašanju malabarskih obredov, ki se je tikalo Indije, se je pojavilo vprašanje tudi glede načina misijonarjenja v Kitajskih misijonih. Nastalo je ob potovanjih, ki so jih skupine zahodnih misijonarjev opravljale po Daljnem vzhodu z namenom oznanjevanja evangelija prebivalcem tega območja. 
V tem smislu je bilo izdano tudi priporočilo Družbe za širjenje vere (Propaganda fide) v letu 1659, kjer je poudarjeno, da »je treba oznanjati pravo vero, ki ne zavrača in ne škoduje običajem in izročilom ljudstev, razen če bi bili nenravni«. 
Med kitajskimi misijonarji je bilo veliko Valignanovih učencev, med njimi tudi Matteo Ricci, ki je nadaljeval učiteljevo pionirsko delo prilagajanja. On pa ni dočakal Valignanove vrnitve na Kitajsko, saj je učitelj umrl 1606; ne dolgo zatem pa tudi sam njegov učenec Ricci (1610].

#### Riccijevaprilagajanja
Na Kitajskem je Matteo Ricci ponovno uporabil "Obrednik" in ga prilagodil kitajski miselnosti. V nekem trenutku so jezuiti celo začeli nositi haljo budističnih menihov, preden so sprejeli uglednejšo svileno obleko kitajskih učenjakov. Riccijeve krščanske poglede na konfucijanstvo in kitajske obrede so pogosto poimenovali Riccijeve smrenice, (Directives of Matteo Ricci; kitajsko: 利瑪竇規矩); sledili so jim jezuitski misijonarji na Kitajskem in Japonskem.
V odloku z dne 23. marca 1656 je papež Aleksander VII. sprejel prakso "naklonjeno kitajskim običajem"; potrdil je odlok papeža Pavla V. iz leta 1615, ki je sprejel uporabo kitajščine v bogoslužju, kar je bila opazna izjema glede na latinsko-katoliško ureditev, kjer je bila na splošno prepovedana uporaba krajevnih jezikov.
Za časa istega papeža je 1659 podala navodila Družba za širjenje vere (takrat znana kot Propaganda Fide, danes Družba za oznanjevanje evangelija) novim misijonarjem za Azijo; jasno so bile naznačene določbe, da je najpomembnejše prilagajanje krajevnim običajem in spoštovanje navad dežel, ki jih je treba evangelizirati:
Ne ravnajte vneto, ne navajajte nobenih razlogov, da bi te ljudi prepričali, naj spremenijo svoje obrede, običaje ali navade, razen če očitno nasprotujejo veri [tj. katoliškemu krščanstvu] in nravnosti. Kaj bi bilo bolj nespametno kot pripeljati Francijo, Španijo, Italijo ali katero koli drugo evropsko državo k Kitajcem? Ne prinašajte jim naših držav, temveč jim prinesite vero: vero torej, ki ne zavrača in ne prizadeva obredov, niti običajev nobenega ljudstva, pod pogojem, da ti niso nenravni, ampak da jih namesto tega varuje.— Izvleček iz navodil iz leta 1659, ki jih je Palluju in Motteju iz pariškega združenja za zunanje misijone dala družba za širjenje vere.